# Список премьер-министров Индонезии
Ниже представлен Спи́сок премье́р-мини́стров Индоне́зии. Должность премьер-министра Республики Индонезия (индон. Perdana Menteri Republic Indonesia) введена 14 ноября 1945 года, эту должность занял Сутан Шарир. До этого, в соответствии с первоначальной редакцией Конституции 1945 года, правительство возглавлял президент. Изначально премьер-министр обладал меньшими полномочиями, чем президент и вице-президент, однако после принятия временной Конституции Индонезии в 1950 году его полномочия были значительно расширены, что сделало премьер-министра фактическим главой государства. 9 июля 1959 года президент Сукарно своим декретом ввёл в действие Конституцию 1945 года с некоторыми изменениями. В соответствии с этой конституцией, пост премьер-министра был упразднён, главой правительства стал президент. Последним премьер-министром Индонезии был Джуанда Картавиджайя.
Условные обозначения:
 Беспартийный
 Социалистическая народная партия/Социалистическая партия
 Национальная партия Индонезии
 Машуми
| #    | Премьер-министр | Премьер-министр       | Начало полномочий    | Окончание полномочий | Партия                                                                          |
| ---- | --------------- | --------------------- | -------------------- | -------------------- | ------------------------------------------------------------------------------- |
| 1    |                 | Сутан Шарир           | 14 ноября 1945 года  | 20 июня 1947 года    | Социалистическая народная партия (до декабря 1945 года) Социалистическая партия |
| 2    |                 | Амир Шарифуддин       | 3 июля 1947 года     | 29 января 1948 года  | Социалистическая партия                                                         |
| 3    |                 | Мохаммад Хатта        | 29 января 1948 года  | 20 декабря 1949 года | Национальная партия Индонезии                                                   |
| и.о. |                 | Сусанто Тиртопроджо   | 20 декабря 1949 года | 16 января 1950 года  | Национальная партия Индонезии                                                   |
| 4    |                 | Абдул Халим           | 16 января 1950 года  | 5 сентября 1950 года | Беспартийный                                                                    |
| 5    |                 | Мохаммад Натсир       | 5 сентября 1950 года | 26 апреля 1951 года  | Машуми                                                                          |
| 6    |                 | Сукиман Вирьосанджойо | 26 апреля 1951 года  | 1 апреля 1952 года   | Машуми                                                                          |
| 7    |                 | Вилопо                | 1 апреля 1952 года   | 30 июля 1953 года    | Национальная партия Индонезии                                                   |
| 8    |                 | Али Састроамиджойо    | 30 июля 1953 года    | 11 августа 1955 года | Национальная партия Индонезии                                                   |
| 9    |                 | Бурхануддин Харахап   | 11 августа 1955 года | 20 марта 1956 года   | Машуми                                                                          |
| 10   |                 | Али Састроамиджойо    | 20 марта 1956 года   | 9 апреля 1957 года   | Национальная партия Индонезии                                                   |
| 11   |                 | Джуанда Картавиджайя  | 9 апреля 1957 года   | 9 июня 1959 года     | Национальная партия Индонезии                                                   |